# Robinsonit
Robinsonit (IMA-Symbol Rob) ist ein selten vorkommendes Mineral aus der Mineralklasse der „Sulfide und Sulfosalze“ mit der chemischen Zusammensetzung Pb4Sb6S13 und damit chemisch gesehen ein Blei-Sulfantimonid. Strukturell gehört Robinsonit zu den Sulfosalzen.
Robinsonit kristallisiert im monoklinen Kristallsystem und entwickelt schlanke, prismatische Kristalle, die parallel zur c-Achse [001] gestreift sind. Er findet sich aber auch in faserigen bis kompakten Mineral-Aggregaten und verwachsen mit anderen Sulfosalzen. Das Mineral ist in jeder Form undurchsichtig (opak) und zeigt auf den bläulich bleigrauen Oberflächen einen metallischen Glanz.

## Etymologie und Geschichte
Entdeckt wurde Robinsonit zuerst in der Quecksilber-Grube Red Bird etwa 10 bis 15 Meilen südöstlich von Lovelock im Pershing County des US-Bundesstaates Nevada. Die Analyse und Erstbeschreibung erfolgte 1952 durch Leonard Gascoigne Berry, Joseph John Fahey und Edgar Herbert Bailey, die das Mineral nach dem kanadischen Mineralogen und ehemaligen Professor der Queen’s University Stephen Clive Robinson (1911–1981) benannten. Dieser hatte die Verbindung bereits 1947 synthetisiert, die die Identifizierung des Minerals ermöglichte.
Das Typmaterial des Minerals wird in der Mineralogischen Sammlung der Geological Survey of Canada (GSC) in Ottawa unter der Inventarnummer 12132 und des Miller Museum of Geology and Mineralogy der Queen’s University (QU bzw. MM-QU) in Kingston unter der Inventarnummer M2474 (beide Kanada) sowie im National Museum of Natural History (NMNH) in Washington, D.C. (USA) unter der Inventarnummer 106568 aufbewahrt.
Da der Robinsonit bereits vor der Gründung der International Mineralogical Association (IMA) bekannt und als eigenständige Mineralart anerkannt war, wurde dies von ihrer Commission on New Minerals, Nomenclature and Classification (CNMNC) übernommen und bezeichnet den Robinsonit als sogenanntes „grandfathered“ (G) Mineral. Die seit 2021 ebenfalls von der IMA/CNMNC anerkannte Kurzbezeichnung (auch Mineral-Symbol) von Robinsonit lautet „Rob“.

## Klassifikation
Bereits in der veralteten 8. Auflage der Mineralsystematik nach Strunz gehörte der Robinsonit zur Mineralklasse der „Sulfide und Sulfosalze“ und dort zur Abteilung „Komplexe Sulfide (Sulfosalze)“, wo er gemeinsam mit Boulangerit, Dadsonit, Fülöppit, Guettardit, Heteromorphit, Jamesonit, Launayit, Madocit, Meneghinit, Plagionit, Playfairit, Semseyit, Sorbyit, Sterryit, Tintinait, Twinnit, Veenit und Zinkenit in der „Jamesonit-Boulangerit-Gruppe (Bleiantimonspießglanze)“ mit der Systemnummer II/D.07 steht.
In der zuletzt 2018 überarbeiteten Lapis-Systematik nach Stefan Weiß, die formal auf der alten Systematik von Karl Hugo Strunz in der 8. Auflage basiert, erhielt das Mineral die System- und Mineralnummer II/E.24-020. Dies entspricht der Abteilung „Sulfosalze (S : As,Sb,Bi = x)“, wo Robinsonit zusammen mit Argentobaumhauerit, Baumhauerit und Bernarlottiit eine unbenannte Gruppe mit der Systemnummer II/E.24 bildet.
Die von der International Mineralogical Association (IMA) zuletzt 2009 aktualisierte 9. Auflage der Strunz’schen Mineralsystematik ordnet den Robinsonit in die Abteilung „Sulfosalze mit SnS als Vorbild“ ein. Hier ist das Mineral in der Unterabteilung „Nur mit Blei (Pb)“ zu finden, wo es als einziges Mitglied eine unbenannte Gruppe mit der Systemnummer 2.HC.20 bildet.
In der vorwiegend im englischen Sprachraum gebräuchlichen Systematik der Minerale nach Dana hat Robinsonit die System- und Mineralnummer 03.06.16.01. Das entspricht ebenfalls der Klasse der „Sulfide und Sulfosalze“ und dort der Abteilung „Sulfosalze“. Hier findet er sich innerhalb der Unterabteilung „Sulfosalze mit dem Verhältnis 2,0 < z/y < 2,49 und der Zusammensetzung (A+)i (A2+)j [By Cz], A = Metalle, B = Halbmetalle, C = Nichtmetalle“ als einziges Mitglied in einer unbenannten Gruppe mit der Systemnummer 03.06.16.

## Kristallstruktur
Robinsonit kristallisiert in der monoklinen Raumgruppe I2/m (Raumgruppen-Nr. 12, Stellung 3) mit den Gitterparametern a = 23,70 Å; b = 3,98 Å; c = 24,47 Å und β = 93,9° sowie 4 Formeleinheiten pro Elementarzelle.

## Bildung und Fundorte
Robinsonit bildet sich durch hydrothermale Vorgänge zusammen mit anderen Blei-Sulfosalzen. Als Begleitminerale können unter anderem die Sulfide Galenit, Pyrit, Sphalerit und Stibnit, die Sulfosalze Boulangerit, Plagionit, Semseyit und Zinkenit sowie als allgemeine Begleiter Calcit und Quarz auftreten.
Als seltene Mineralbildung konnte Robinsonit nur an wenigen Orten nachgewiesen werden, wobei weltweit bisher knapp 60 Vorkommen dokumentiert sind (Stand 2025). Außer in seiner Typlokalität, der Red Bird Mine im Pershing County, konnte das Mineral in Nevada noch in der Silver Coin Mine im Humboldt County und der Cove Mine im Lander County entdeckt werden. Die Fireball Ridge Prospektion im Churchill County gilt bisher als fraglich bzw. nicht bestätigt. Des Weiteren fand sich das Mineral in den Vereinigten Staaten nur noch im Owyhee County von Idaho und in der Wells Fargo Mine im Stevens County von Washington.
Der bisher einzige bekannte Fundort in Deutschland ist die ehemalige, aufgelassene Graf Jost-Christian-Zeche bei Wolfsberg (Mansfeld-Südharz) in Sachsen-Anhalt. Auch in Österreich sind mit der Königsalm nahe Senftenberg in Niederösterreich und in der Schweiz mit der Grube Goldene Sonne am Taminser Calanda im Kanton Graubünden ebenfalls bisher nur je ein Fundort bekannt.
Weitere bisher dokumentierte Fundorte liegen unter anderem in der Oblast Chaskowo in Bulgarien, im Autonomen Gebiet Innere Mongolei und Tibet in China, in Attika und der Südlichen Ägäis in Griechenland, der Provinz Lucca in Italien, auf Hokkaidō in Japan, in British Columbia, Ontario und Yukon in Kanada, Mitrovica und Lipjan im Kosovo, Goesdorf in Luxemburg, in Castrovirreyna und Quiruvilca in Peru, Săcărâmb (Kreis Hunedoara) und Baia Mare (Kreis Maramureș) in Rumänien, der Oblast Tscheljabinsk (Ural), Sachalin und der Region Transbaikalien (Ferner Osten) sowie der Republik Karelien (Nordwestliche Region) in Russland, der Region Tambacounda im Senegal, Krupanj in Serbien, mehrere Regionen in der Slowakei, Andalusien und Katalonien in Spanien, im Erzbergbaugebiet Jáchymov in Tschechien und Conwy (Wales) im Vereinigten Königreich